# 役立たずな神さま
『役立たずな神さま』（やくたたずなかみさま）は、新井葉月による日本の漫画作品、およびそれを表題作とした漫画短編集。
『なかよし』（講談社）1995年6月号に掲載された読み切り作品。単行本は同社の講談社コミックスなかよしより刊行された。

## 収録作品
以下の読み切り作品が収録されている。
- 役立たずな神さま
- 珈琲浪漫
- ないしょのライブラリー
- イブの花言葉
- わたしのシューティングスター

## 書誌情報
- 新井葉月『役立たずな神さま』 講談社〈講談社コミックスなかよし〉、全1巻、1996年10月5日第1刷発行、ISBN 4-06-178846-9[1]